# Universitat Politècnica de Hong Kong
La Universitat Politècnica de Hong Kong (en xinès: 香港理工大學) és una institució universitària que es troba a Hung Hom, Hong Kong, a la República Popular de la Xina. La Universitat és una de les vuit institucions de grau superior de Hong Kong finançades pel govern. Fundada el 1937 com la primera escola de comerç del govern, és la primera institució que ofereix educació tècnica a Hong Kong. El 1994, el Consell Legislatiu de Hong Kong va aprovar un projecte de llei que atorgava l'estatus d'universitat oficial de l'antiga Politècnica de Hong Kong.
PolyU consta de 8 facultats i escoles que ofereixen programes que cobreixen ciències aplicades, negocis, construcció, medi ambient, enginyeria, ciències socials, salut, humanitats, disseny, gestió hotelera i turística. La universitat ofereix més de 160 programes ensenyats per a més de 25.800 estudiants cada any. És la institució terciària pública més gran pel que fa al nombre d'estudiants.
A partir del 2022-23, PolyU ocupa el 79è lloc mundial per Times Higher Education World University Rankings, el 65è per QS World University Rankings, el 100è a U.S. News & World Report Best Colleges Ranking i el 151-200è a ARWU. PolyU es troba entre les 10 millors universitats joves del món segons la classificació de THE i QS. PolyU va ser el sisè a les universitats més internacionals del món 2023 per THE.